# Dicranella pallidiseta
Dicranella pallidiseta är en bladmossart som beskrevs av Brotherus 1901. Dicranella pallidiseta ingår i släktet jordmossor, och familjen Dicranaceae. Inga underarter finns listade i Catalogue of Life.